# Otto IV. (Schaumburg)

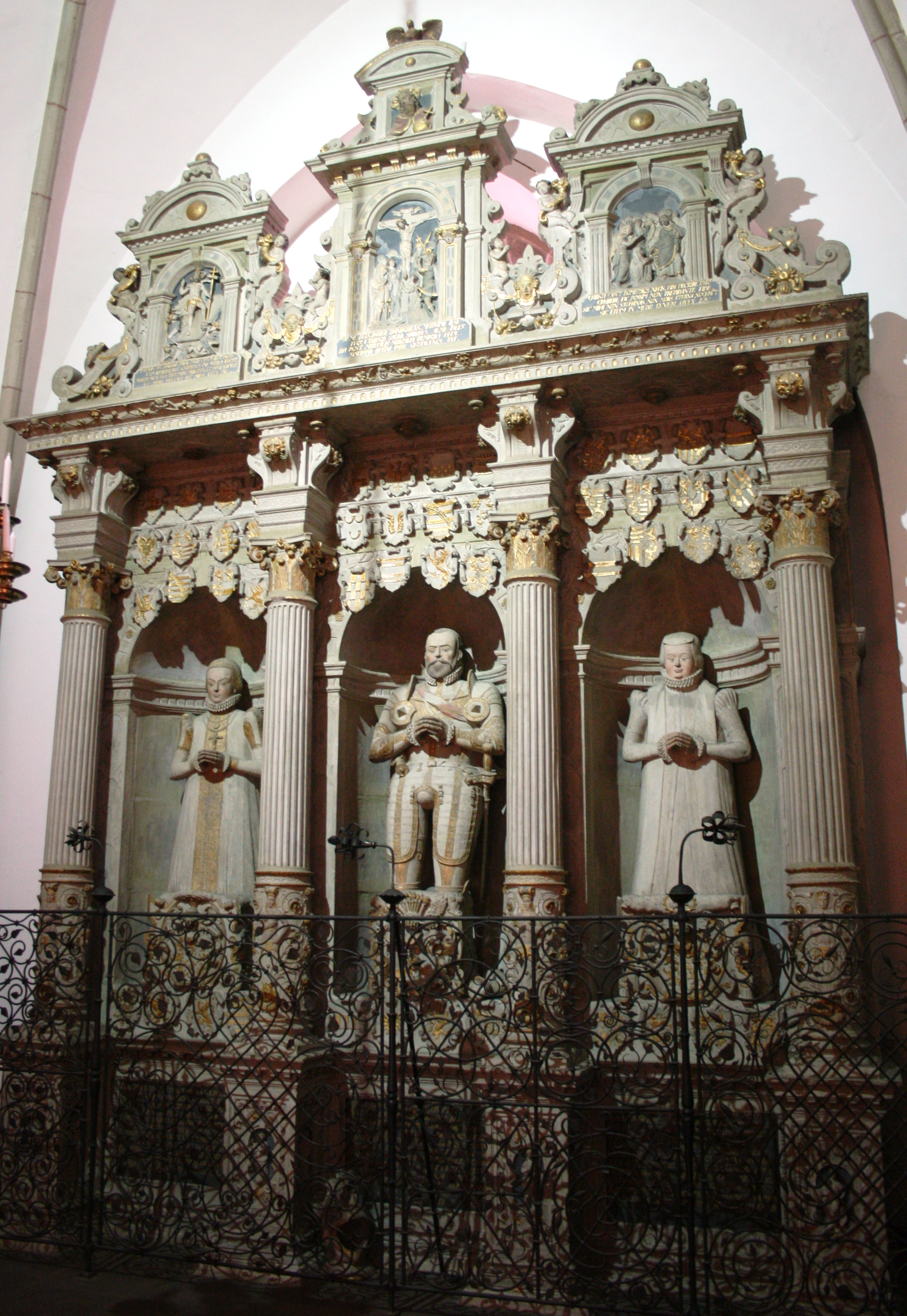
Grabmal Otto IV. in der St.-Martini-Kirche (Stadthagen)

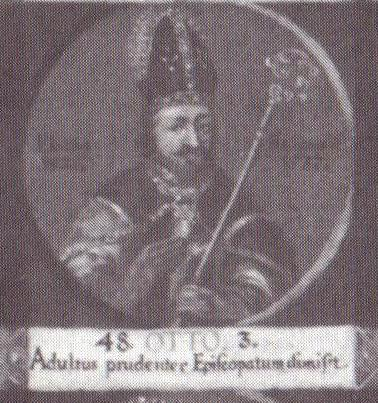
Otto als 48. Bischof von Hildesheim auf einem Gemälde mit Medaillondarstellungen aller Hildesheimer Bischöfe bis zum Ende des 18. Jahrhunderts; lateinische Inschrift: „Erwachsen geworden, verließ er klugerweise das Bischofsamt.“

Otto IV. von Holstein-Schaumburg (* 1517; † 21. Dezember 1576 in Bückeburg) war regierender Graf von Schaumburg sowie von Holstein-Pinneberg.

## Leben und Wirken

### Jugend und Familie
Otto war ein jüngerer Sohn des Grafen Jobst I. von Holstein-Schauenburg (1483–1531) und seiner Frau Marie geb. Gräfin von Nassau-Dillenburg (1491–1547). Er erhielt eine geistliche Ausbildung an der Universität Löwen. Bereits als Kind erhielt er Stellen als Domherr in Hildesheim und in Köln. 1531 wurde er als Otto III. zum Fürstbischof von Hildesheim postuliert. Er wurde jedoch nie zum Priester geweiht. Im Jahr 1532 versuchten evangelische Bürger in Hildesheim, lutherische Prediger einzusetzen. Dieser Aufruhr wurde aber noch zu Gunsten des alten Glaubens beendet.
Seit dem Tod von Jobst I. führten Ottos ältere Brüder Adolf von Schaumburg (~1511–1556) und Johann V. (~1512–1560) die Regierung in Schauenburg und Holstein-Pinneberg. 1537 lehnte Otto die Postulation als Bischof ab und trat als Militär in kaiserliche Dienste, während Adolf sich um die Konsolidierung des Staatshaushaltes bemühte. Otto nahm im Dienst von Joachim von Brandenburg am Feldzug gegen die Osmanen in Ungarn teil. Auf seine Pfründe im Hildesheimer Domkapitel verzichtete er jedoch erst 1541 zugunsten seines jüngeren Bruders Anton, als seine Verlobung mit Maria, der ältesten Tochter von Herzog Barnim IX. von Pommern-Stettin beschlossen war.
Im Jahr 1544 trat Otto die Regierung an, nachdem Adolf die Primogenitur auf ihn übertragen hatte. Damit das Herrschaftsgebiet nicht verkleinert würde, musste Otto seine Brüder entschädigen. Die Prozesse über die Abfindung zogen sich fast über seine gesamte Regierungszeit hin. Jobst II. erhielt 1557 die Herrschaft Gemen, die jedoch mit hohen Schulden belastet war. Adolf, Anton und Wilhelm waren mit den Pfründen, die sie als Geistliche innehatten, ausreichend versorgt. Erich, der zwar auch Domherr war, trat als Rittmeister in Ottos Dienste und wurde mit den Einkünften der Grafschaft Sternberg abgefunden. Der ältere Bruder Johann V., der bereits an der Regierung beteiligt gewesen war, war unzufrieden mit dieser allein von Adolf beschlossenen Regelung und verweigerte eine Einigung. Er erhielt das Amt Bückeburg, das nach dem Aussterben seiner Linie an das Stammhaus zurückfallen sollte. Als aber 1558 seine Frau, die Schwester von Enno II. von Ostfriesland, kinderlos gestorben war, schloss er einen Erbvertrag mit dem jüngsten Bruder Ernst, der Otto von seinem Erbe ausschließen sollte. Ernst, der nach dem Tod des Vaters mit der Mutter nach Dillenburg gezogen war, wuchs dort in der Familie von Wilhelm von Nassau evangelisch auf. Er forderte die Teilung der Grafschaft, um standesgemäß heiraten zu können, erhielt aber nur zwei Ämter zur Nutznießung, die wie die Herrschaft Gemen weit entfernt von Schaumburg lagen. Bückeburg fiel nach Johanns Tod 1560 an Otto.

### Regierung
Ottos Regierungszeit war eine Zeit konfessioneller Polarisierung, militärischer Konfrontation und politischer Umwälzung. Er führte die Bemühungen seines Bruders um die Konsolidierung des Staatshaushalts fort und modernisierte die Verwaltung und pflegte enge Beziehungen zu Kaiser und Reich.
Nach dem Tod seiner ersten Frau trat Otto 1555 als Rittmeister in den Dienst von Maria von Ungarn, der Statthalterin der Niederlande, doch weder von ihr, noch von dem spanischen König Philipp II., von dem er ein halbes Jahr später als Söldnerführer für den Krieg gegen Frankreich unter Vertrag genommen wurde, erhielt er nicht annähernd den vereinbarten Lohn, so dass er sich und sein Land für die Ausstattung und Besoldung der angeworbenen Truppen verschulden musste. 1557 nahm Otto an der Schlacht bei Saint-Quentin teil.
Schon bei der ersten Eheschließung hatte Otto das Versprechen abgelegt, für seine evangelische Frau einen Hofprediger einzustellen, es aber mit Rücksicht auf seine Brüder Adolf und Anton, die beide entschiedene Gegner der Reformation waren, nicht eingelöst. Nun waren aber Adolf († 1556), Kurfürsterzbischof von Köln, gestorben und auch Anton, dessen Nachfolger, war schwerkrank und starb kurz nach Ottos Eheschließung mit seiner zweiten Frau Elisabeth Ursula von Braunschweig-Lüneburg am 23. Mai 1558. Wie im Ehevertrag zugesichert, ließ Otto am 5. Mai 1559 durch seinen gräfliche Landdrost Christoph von Münchhausen in der Grafschaft Schaumburg die Reformation einführen, berief Jakob Dammann als Stadt- und Hofprediger nach Stadthagen und erklärte die Mecklenburgische Kirchenordnung von 1552 für allein gültig. An Ottos Kaisertreue änderte die Reformation nichts; dass sie seiner persönlichen Einstellung entsprach, ist eher unwahrscheinlich. So verzögerte sich auch der weitere Fortgang. In Holstein-Pinneberg wurde die Reformation erst 1561 geführt und bis zur ersten Visitation vergingen noch zwei weitere Jahre, während der Otto (erfolglos) die Aufnahme seiner Söhne Hermann und Anton aus erster Ehe in das Kölner Domkapitel betrieb. Später studierten beide Söhne bei den Jesuiten in Ingolstadt. Bereits mit 18 Jahren wurde der Älteste Hermann Fürstbischof von Minden. Über ihn nahm Otto Einfluss auf das Stift. Der dritte Sohn, der zum Nachfolger ausersehene Adolf, wurde dagegen 1559 zum Studium an die evangelisch-lutherische Universität Wittenberg gesandt.
1551 kaufte Otto das Amt Lauenau von Herzog Erich II. von Calenberg, das 1565 in ein Erblehen umgewandelt wurde. Im Jahr 1565 verlieh er Obernkirchen die Fleckenrechte. Die Wasserburg Sachsenhagen verpfändete er 1571 an Hermann von Mengersen.
In der Sukzessions-, Haus- und Regimentsordnung legte Otto 1570 die Unteilbarkeit der Grafschaft fest und bestimmte den „fähigsten“ seiner Söhne zum Nachfolger. Otto starb 1576, vermutlich an der Pest, mit der er sich auf der Rückkehr vom Kriegszug gegen die Niederlande infiziert hatte. Nach seinem Tod kämpften seine Söhne aus erster Ehe gegen seine zweite Frau und deren Sohn Ernst um die Erbfolge. Da er jedoch ein hochverschuldetes Land hinterließ, übernahmen zunächst die Landstände die Regierung.
Otto wurde neben seiner ersten Frau Maria von Pommern-Stettin († 1554) in der St.-Martini-Kirche in Stadthagen beigesetzt; später fand dort auch seine zweite Frau Elisabeth Ursula († 1586) ihre letzte Ruhestätte, und das aufwendige Grabmal in der Kirche, das alle drei zeigt, wurde geschaffen. Ottos jüngster Sohn Ernst ließ die Gebeine seiner Eltern – nicht jedoch die von Ottos erster Frau Maria – in sein neues Fürstenmausoleum am Chorscheitel der Kirche umbetten.

### Bautätigkeit
Bereits von 1534 bis 1544 ließ Otto Schloss Stadthagen durch den Baumeister Jörg Unkair neu erbauen. Die Wallanlage von Schloss Rodenberg ließ er 1556 wieder instand setzen. Nachdem Bückeburg 1560 an Otto gefallen war, ließ er bis 1564 Schloss Bückeburg zu einer vierflügeligen Schlossanlage umbauen, in das er seine Residenz verlegte.

## Ehen und Kinder
In erster Ehe war er verheiratet mit Maria (* 1527; † 1554), Tochter Barnims IX., Herzogs von Pommern-Stettin. Aus dieser Ehe gingen die vier Söhne hervor:
- Hermann (* 1. November 1545; † 5. März 1592), Fürstbischof von Minden 1566–1581
- Otto (* 11. Dezember 1546; † 4. April 1572), geisteskrank
- Adolf XI. (* 1547; † 1601), Regierender Graf von Holstein-Schaumburg
- Anton (* 1549; † 1599), Fürstbischof von Minden ab 1587

1558 heiratete er Elisabeth Ursula (* 1539; † 1586), eine Tochter  Ernsts I. des Bekenners, Herzogs zu Braunschweig und Lüneburg. Mit ihr hatte er folgende Kinder:
- Maria (* 1559; † 1616) ⚭ 1591 Graf Jobst von Limburg-Styrum (* 1560; † 1621)
- Elisabeth (* 3. August 1566; † 7. September 1638) ⚭ Simon zur Lippe (* 15. April 1554; † 7. Dezember 1613)
- Ernst (* 1569; † 1622), (ab 1601 regierender Graf von Holstein-Schaumburg, 1619 Fürst).